# Glenea amoena
Glenea amoena är en skalbaggsart som beskrevs av Thomson 1865. Glenea amoena ingår i släktet Glenea och familjen långhorningar. Inga underarter finns listade i Catalogue of Life.